# Hemi-

Säurekatalysierte Bildung eines Hemiacetals (Halbacetals) aus einem Aldehyd (links) und einem Alkohol (Mitte). R^{1} und R^{2} sind Organyl-Reste, z, B. Alkyl- oder Aryl-Reste, R^{1}kann auch ein Wasserstoffatom sein.

Hemi- (altgriechisch ἥμι-), auch semi (lateinisch), ist ein Präfix, bedeutet „halb“ und wird in dieser Bedeutung unter anderem in der Chirurgie (Hemihepatektomie, Hemithyreoidektomie), der Neurologie (Hemiparese), der Geographie (Hemisphäre) und in der chemischen Nomenklatur verwendet.

## Organische Chemie

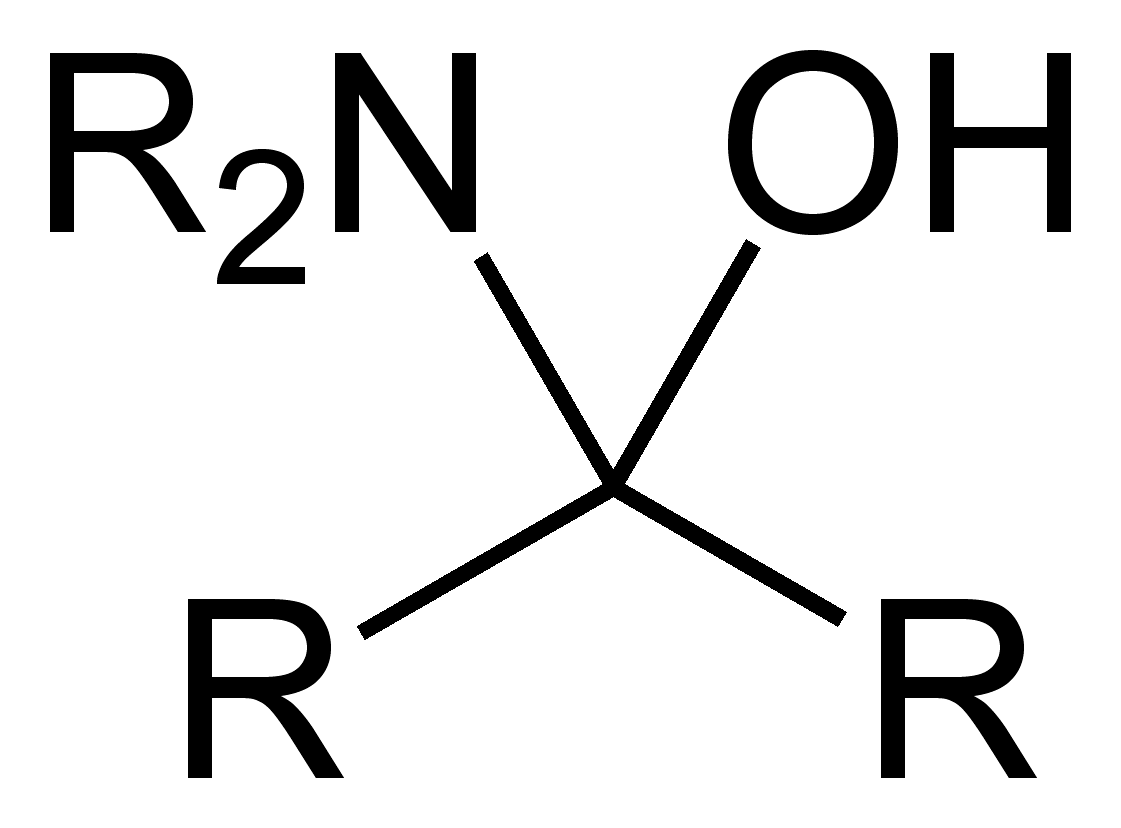
Hemiaminal

Halbacetale werden bisweilen auch Hemiacetale genannt und leiten sich von Aldehyden ab. Durch die säurekatalysierte Reaktion von Ketonen mit Alkoholen entstehen im ersten Schritt Hemiketale. Hemiaminale leiten auch sich von Aldehyden oder Ketonen durch die Reaktion mit Ammoniak, primären oder sekundären Aminen ab. Hemiterpene sind organisch-chemische Verbindungen aus fünf Kohlenstoffatomen, denen das Isopren-Gerüst zugrunde liegt.
Die Bezeichnung  Hemicellulose beruht auf der ursprünglichen, unrichtigen Annahme, dass sie eine Vorstufe der Cellulose sei. Hemicellulose ist jedoch ein Homopolymer der Glucose.

## Anorganische Chemie
Hemihydrate (Halbhydrate) ist eine Bezeichnung für Verbindungen, bei deren Kristallisation pro Mol nur ein halbes Mol Wasser im Kristall enthalten ist. Ferner ist „Hemihydrat“ eine Bezeichnung für zwei Modifikationen eines Gipses der Zusammensetzung CaSO4·0,5 H2O.